# 김영민 (1970년)
김영민(金英敏, 1970년 4월 13일 ~ )은 대한민국의 연예 기획사인 SM 엔터테인먼트의 총괄 사장이다. 1999년 SM에 입사해 보아, 동방신기, 트랙스 등의 일본 진출 업무를 맡았으며, 2017년 SM 엔터테인먼트 그룹의 총괄 사장이 되었다.

## 경력
김영민은 아버지의 사업 관계로 1974년 일본으로 건너가 16년간 거주하며 초·중·고교를 일본에서 마쳤다. 그후 한국에서 고려대학교 사회학과에 진학해 졸업하였다. 대학 졸업 후 동시통역 아르바이트를 하다가 1999년 SM 엔터테인먼트의 구인 공고를 보고 지원해 입사하였다. 해외사업부 사원으로 입사한 그는 5개월 후 팀장이 되어 보아의 일본 진출 프로젝트를 진행했다. 이후 동방신기, 트랙스 등의 일본 진출 업무도 맡았다.
2001년 1월 SM 엔터테인먼트의 계열사인 온라인 음악포털 판당고 코리아의 대표이사가 되었으며, 2005년 5월에는 SM 엔터테인먼트의 대표이사가 되었다. 2008년 대한민국 문화콘텐츠 해외 진출 유공자로 대통령 표창을 받았으며, 2011년 한국 대중음악의 세계화 및 한류 확산에 기여한 공으로 제48회 무역의 날 기념식에서 공로패를 받았다. 2012년 매경이코노미는 김영민을 ‘한국의 100대 CEO’ 중 한명으로 선정했다.

## 수상
- 2008년 2008 대한민국 문화콘텐츠 해외 진출 유공자 포창식 — 대통령 표창[4]
- 2011년 제6회 아시아 모델상 — 국제문화교류 공로상[7]
- 2011년 제48회 무역의 날 기념식 — 공로패[8]
- 2012년 대한적십자사 공로상 수상
- 2013년 문화체육관광부 장관 표창
- 2013년 매경 이코노미 선정 올해의 CEO 글로벌경영 부문 수상
- 2013년 2013 대한민국 창조경제 리더[9]
- 2014년 TV조선 한국의 영향력 있는 CEO 글로벌경영 부문 수상